# Suối Cao
Suối Cao là một xã thuộc huyện Xuân Lộc, tỉnh Đồng Nai, Việt Nam.
Xã Suối Cao có diện tích 54,09 km², dân số năm 2015 là 9.428 người, mật độ dân số đạt 137 người/km².

## Hành chính
Xã Suối Cao được chia thành 6 ấp: Bầu Sình, Cây Da, Chà Rang, Gia Lào, Gia Tỵ, Phượng Vỹ.